# Jubal

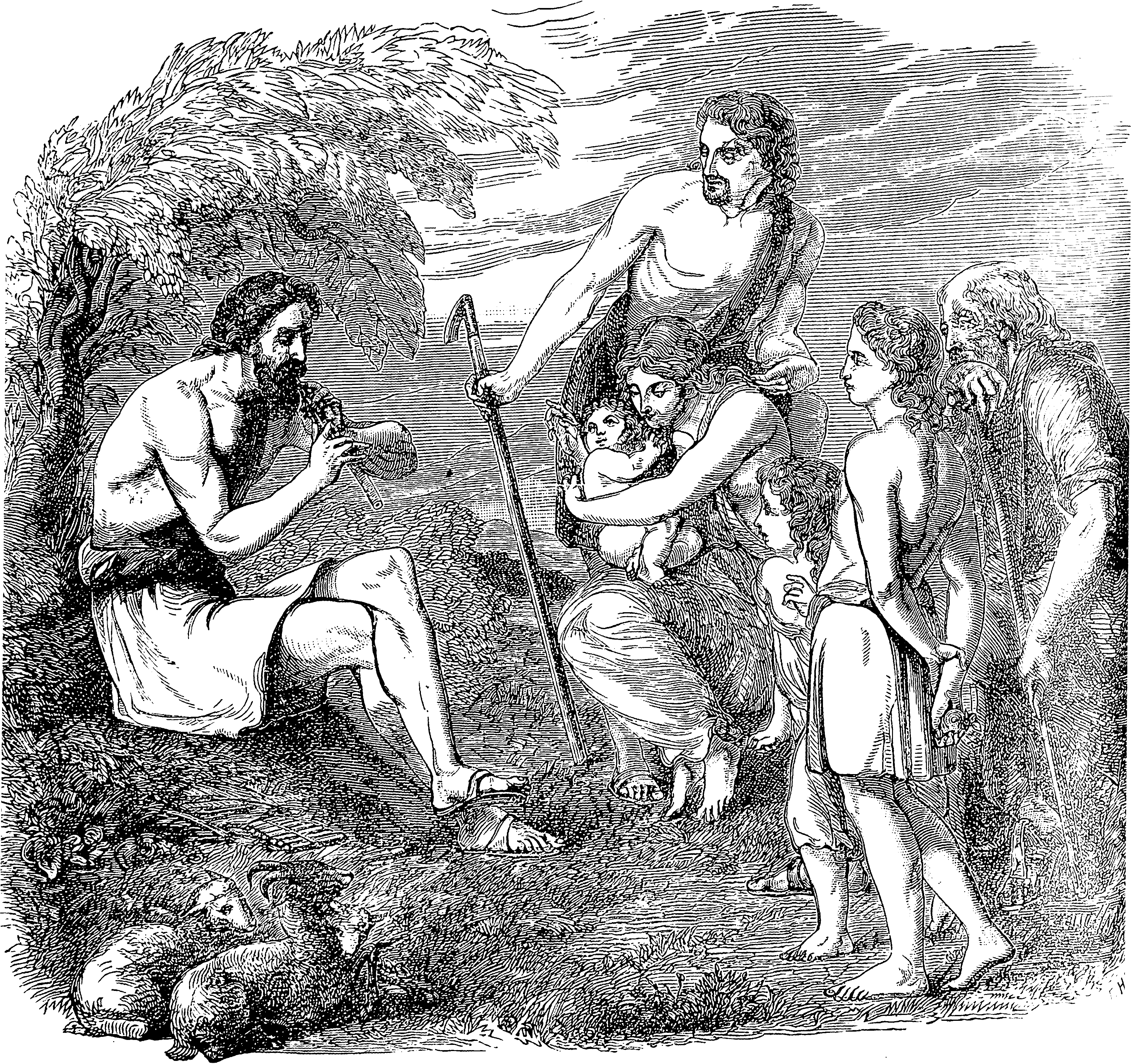
Jubal. Illustration in einer Bibel-Enzyklopädie von 1891

Jubal (hebräisch יוּבָל „Widderhorn“, vergleiche das Horn mit dem der Beginn eines Jubeljahrs eröffnet wird) wird im Gen 4,21  der Bibel als jüngster Sohn von Lamech und dessen Frau Ada erwähnt.
Jubal hatte einen älteren Bruder, Jabal, und einen Halbbruder, Tubal-Kain. Er war wie seine Brüder ein Nachkomme Kains.
Jubal soll der biblischen Erzählung zufolge der Urvater aller Kinnor- und ʿUgav-Spieler, also aller Musiker gewesen sein. Während mit Kinnor sehr wahrscheinlich eine Leier gemeint ist, bleibt die Übersetzung des zweiten Namens unsicher. Am plausibelsten erscheint die Deutung als Längsflöte, als Vorläufer der arabischen Nay.